# Milan Luthria
Milan Luthria (ur. 28 stycznia 1968 w Mumbaju) – indyjski reżyser filmowy.

## Filmografia
- 1999: Zranione serca (Kachche Dhaage)
- 2003: Chori Chori: Każdy ma prawo do miłości (Chori Chori)
- 2004: Deewaar
- 2006: Taxi Number 9211 (Taxi No. 9211)
- 2007: Hattrick
- 2010: Dawno temu w Mumbaju (Once Upon a Time in Mumbai)
- 2011: The Dirty Picture
- 2013: Pewnego razu w Mumbaju, znowu (Once Upon ay Time in Mumbai Dobaara!)
- 2017: Baadshaho
- 2021: Tadap